# Huevo chimbo
El huevo chimbo, a veces en plural huevos chimbos, o también tajadón, es un postre tradicional de la gastronomía peruana, cuyo origen se encuentra en los huevos moles ibéricos. 

## Descripción
Se elabora a partir de yemas de huevo batidas y luego horneadas. A veces se le añade chuño para el espesor. El resultado es una especie de bizcochuelo que se corta en cuadrados y se baña en almíbar a base de especias y pisco. Se sirve frío y decorado con almendras tostadas y pasas.
En la región de Áncash y en Trujillo es conocido como tajadón.